# Фрієв Таймураз Русланович
Таймураз Русланович Фрієв (рос. Таймураз Русланович Фриев, ісп. Taimuraz Friev; нар. 15 вересня 1986, Владикавказ, Північно-Осетинська АРСР, РРФСР, СРСР) — іспанський борець вільного стилю, бронзовий призер чемпіонату світу, учасник Олімпійських ігор. Майстер спорту з вільної боротьби.

## Життєпис
Боротьбою почав займатися з 1998 року. На початку спортивної кар'єри виступав за збірну Росії. У її складі у 2005 році став бронзовим призером чемпіонату Європи серед юніорів. Двічі, у 2008 та 2009 роках ставав бронзовим призером чемпіонатів Росії. 
До першої збірної Росії не потрапляв, тому виріши змінити громадянство. Наприкінці 2012 року отримав паспорт громадянина Іспанії і з тих пір захищає кольори цієї країни.
Виступає за спортивний клуб «Lamina». Тренери — Тортас Орчегов, Марік Тедеєв.

## Спортивні результати на міжнародних змаганнях

### Виступи на Олімпіадах
| Змагання                    | Збірна  | Вагова категорія          | Місце |
| --------------------------- | ------- | ------------------------- | ----- |
| Літні Олімпійські ігри 2016 | Іспанія | вільна боротьба, до 74 кг | 13    |

### Виступи на Чемпіонатах світу
| Змагання                        | Збірна  | Вагова категорія          | Місце  |
| ------------------------------- | ------- | ------------------------- | ------ |
| Чемпіонат світу з боротьби 2013 | Іспанія | вільна боротьба, до 84 кг | 5      |
| Чемпіонат світу з боротьби 2014 | Іспанія | вільна боротьба, до 86 кг | 25     |
| Чемпіонат світу з боротьби 2015 | Іспанія | вільна боротьба, до 86 кг | 23     |
| Чемпіонат світу з боротьби 2017 | Іспанія | вільна боротьба, до 74 кг | 11     |
| Чемпіонат світу з боротьби 2018 | Іспанія | вільна боротьба, до 86 кг | Бронза |
| Чемпіонат світу з боротьби 2019 | Іспанія | вільна боротьба, до 86 кг | 8      |
| Чемпіонат світу з боротьби 2021 | Іспанія | вільна боротьба, до 86 кг | 8      |
| Чемпіонат світу з боротьби 2022 | Іспанія | вільна боротьба, до 86 кг | 10     |

### Виступи на Чемпіонатах Європи
| Змагання                         | Збірна  | Вагова категорія          | Місце |
| -------------------------------- | ------- | ------------------------- | ----- |
| Чемпіонат Європи з боротьби 2013 | Іспанія | вільна боротьба, до 84 кг | 12    |
| Чемпіонат Європи з боротьби 2014 | Іспанія | вільна боротьба, до 86 кг | 11    |
| Чемпіонат Європи з боротьби 2017 | Іспанія | вільна боротьба, до 74 кг | 12    |
| Чемпіонат Європи з боротьби 2018 | Іспанія | вільна боротьба, до 86 кг | 8     |
| Чемпіонат Європи з боротьби 2019 | Іспанія | вільна боротьба, до 86 кг | 7     |
| Чемпіонат Європи з боротьби 2020 | Іспанія | вільна боротьба, до 86 кг | 18    |

### Виступи на Європейських іграх
| Змагання              | Збірна  | Вагова категорія          | Місце |
| --------------------- | ------- | ------------------------- | ----- |
| Європейські ігри 2015 | Іспанія | вільна боротьба, до 86 кг | 9     |
| Європейські ігри 2019 | Іспанія | вільна боротьба, до 86 кг | 8     |

### Виступи на Кубках світу
| Змагання                    | Збірна  | Вагова категорія          | Місце |
| --------------------------- | ------- | ------------------------- | ----- |
| Кубок світу з боротьби 2020 | Іспанія | вільна боротьба, до 86 кг | 5     |

### Виступи на інших змаганнях
| Змагання                                                      | Збірна  | Вагова категорія          | Місце  |
| ------------------------------------------------------------- | ------- | ------------------------- | ------ |
| Золотий Гран-прі з боротьби 2010 (Красноярськ)                | Росія   | вільна боротьба, до 74 кг | 5      |
| Середземноморські ігри 2013                                   | Іспанія | вільна боротьба, до 84 кг | 8      |
| Гран-прі Іспанії з боротьби 2013                              | Іспанія | вільна боротьба, до 84 кг | Золото |
| Золотий Гран-прі з боротьби 2014 (Париж)                      | Іспанія | вільна боротьба, до 86 кг | Золото |
| Гран-прі Іспанії з боротьби 2014                              | Іспанія | вільна боротьба, до 86 кг | Золото |
| Золотий Гран-прі з боротьби 2014 (Баку)                       | Іспанія | вільна боротьба, до 86 кг | 5      |
| Середземноморський чемпіонат з боротьби 2015                  | Іспанія | вільна боротьба, до 86 кг | Золото |
| Гран-прі Іспанії з боротьби 2015                              | Іспанія | вільна боротьба, до 86 кг | Золото |
| Гран-прі Парижа з боротьби 2016                               | Іспанія | вільна боротьба, до 74 кг | 13     |
| Олімпійський кваліфікаційний турнір з боротьби 2016 (Їго)     | Іспанія | вільна боротьба, до 74 кг | 5      |
| Олімпійський кваліфікаційний турнір з боротьби 2016 (Стамбул) | Іспанія | вільна боротьба, до 74 кг | Срібло |
| Турнір Г. Картозія і В. Балавадзе 2017                        | Іспанія | вільна боротьба, до 74 кг | 7      |
| Турнір Дана Колова — Николи Петрова 2018                      | Іспанія | вільна боротьба, до 86 кг | Срібло |
| Середземноморські ігри 2018                                   | Іспанія | вільна боротьба, до 86 кг | Бронза |
| Гран-прі Іспанії з боротьби 2018                              | Іспанія | вільна боротьба, до 86 кг | Золото |
| Турнір Дмитра Коркіна 2018                                    | Іспанія | вільна боротьба, до 86 кг | 8      |
| Гран-прі Іспанії з боротьби 2019                              | Іспанія | вільна боротьба, до 86 кг | Бронза |
| Меморіал Вацлава Циолковського 2019                           | Іспанія | вільна боротьба, до 86 кг | 14     |
| Гран-прі Франції Анрі Деглана 2020                            | Іспанія | вільна боротьба, до 86 кг | 7      |
| Світовий олімпійський кваліфікаційний турнір з боротьби 2021  | Іспанія | вільна боротьба, до 86 кг | 5      |
| Гран-прі Іспанії з боротьби 2022                              | Іспанія | вільна боротьба, до 86 кг | Золото |

### Виступи на змаганнях молодших вікових груп
| Змагання                                       | Збірна | Вагова категорія          | Місце  |
| ---------------------------------------------- | ------ | ------------------------- | ------ |
| Чемпіонат Європи з боротьби серед юніорів 2005 | Росія  | вільна боротьба, до 74 кг | Бронза |